# Eudarcia eunitariaeella
Eudarcia eunitariaeella är en fjärilsart som beskrevs av Victor Toucey Chambers 1873. Eudarcia eunitariaeella ingår i släktet Eudarcia och familjen äkta malar. Inga underarter finns listade i Catalogue of Life.